# Нижний Субаш
Ни́жний Суба́ш (тат. Түбән Субаш) — деревня в Балтасинском районе Республики Татарстан. Входит в состав Верхнесубашского сельского поселения.

## История
До середины 1920-х годов деревня составляла единый населённый пункт с селом Верхний Субаш.
В «Списке населённых мест Российской империи», изданном в 1876 году по сведениям 1859 года, населённый пункт упомянут как казённая деревня Сюбаш (Кушкебаш) 3-го стана Малмыжского уезда Вятской губернии. Располагалась при речке Кушкетке, по левую сторону торговой дороги из Казани в Уржум (в юго-западном углу Малмыжского уезда), в 42 верстах от уездного города Малмыжа и в 16 верстах от становой квартиры в казённом селе Цыпья. В деревне, в 20 дворах проживали 129 человек (71 мужчина и 58 женщин).
Административная принадлежность деревни в разные годы:
| Период    | Административная единица                             |
| --------- | ---------------------------------------------------- |
| до 1920   | Арборская волость Малмыжского уезда Вятской губернии |
| 1920-1930 | Арский кантон Татарской АССР                         |
| 1930-1932 | Тюнтерский район Татарской АССР                      |
| 1932-1938 | Балтасинский район Татарской АССР                    |
| 1938-1958 | Ципьинский район Татарской АССР                      |
| 1958-1963 | Балтасинский район Татарской АССР                    |
| 1963-1965 | Арский район Татарской АССР                          |
| 1965-1991 | Балтасинский район Татарской АССР                    |
| 1991-н.в. | Балтасинский район Республики Татарстан              |

## Географическое положение
Деревня расположена на севере Татарстана, в западной части Балтасинского района, в северной части сельского поселения, на берегах реки Кушкет. Расстояние до районного центра (посёлка городского типа Балтаси) — 24 км. Абсолютная высота — 152 метра над уровнем моря. Ближайшие населённые пункты — Верхний Субаш, Починок Сосна, Каенсар.

## Население
| 1926 | 1938 | 1958 | 1970 | 1979 | 1989 | 2002 |
| ---- | ---- | ---- | ---- | ---- | ---- | ---- |
| 303  | ↗342 | ↘198 | ↘169 | ↘159 | ↘141 | ↗153 |
| 2010 |      |      |      |      |      |      |
| ↘144 |      |      |      |      |      |      |

Национальный состав
Согласно результатам переписи 2002 года, в национальной структуре населения села татары составляли 100 % из 153 человек.

## Экономика и инфраструктура
Основными видами хозяйственной деятельности для жителей деревни являются полеводство, молочное скотоводство и свиноводство.

Общая площадь жилого фонда деревни — 2,21 тыс. м².